# Bracon hieroglyphicus
Bracon hieroglyphicus är en stekelart som först beskrevs av Charles Thomas Brues 1924.  Bracon hieroglyphicus ingår i släktet Bracon och familjen bracksteklar. Inga underarter finns listade.